# Francesco Torbido

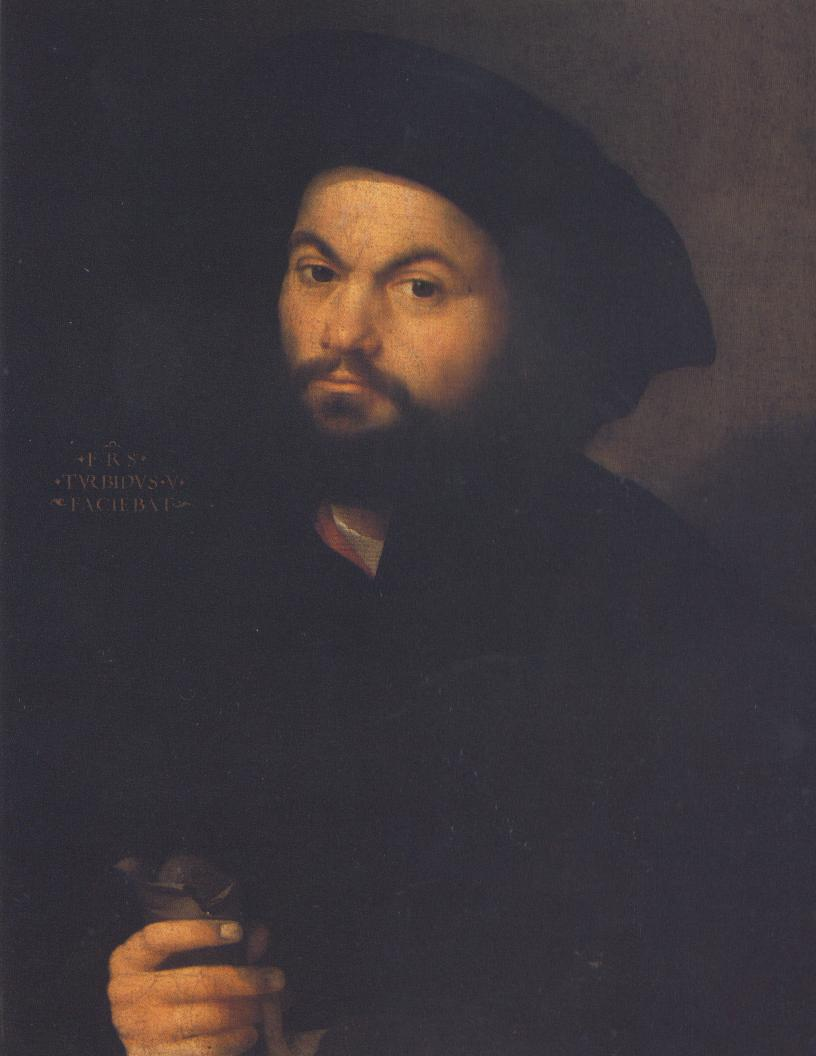
Selbstporträt

Francesco Torbido genannt il Moro (* 1482 oder 1483 in Venedig; † nach Oktober 1561 in Verona) war ein italienischer Maler und Kupferstecher des Manierismus.

## Leben
Torbido war ein Sohn des Marco India. Seine ersten Unterweisungen in den Prinzipien der Kunst erhielt er in Venedig durch Giorgio da Castelfranco, dessen Techniken der Farbgebung und Weichheit er nachahmte. Um das Jahr 1500 verließ er fluchtartig Venedig und kam nach Verona. Vorausgegangen war eine tätliche Auseinandersetzung mit einem Konkurrenten, den er mit einer Waffe schwer verletzt hatte. Laut Giorgio Vasari wollte er vor den Folgen dieses Streits entgehen. Er fand Aufnahme bei der adligen Familie Giusti. Graf Zenovello Giusti gab ihn in die Werkstatt von Liberale da Verona, der ihm sehr zugetan war und bei dem er sein malerisches Talent unter Beweis stellen konnte. Er galt als dessen bester Schüler. Liberale adoptierte ihn und machte ihn zu seinem Erben. Im Jahr 1514 soll er 31 Jahre alt gewesen sein und mit seinem Bruder Daniele im Haus der Grafen Ercole und Lelio Giusti gelebt haben. In diesem Jahr heiratete er Angela (eine Dienstmagd und uneheliche Tochter Zenovello Giustis), die eine einjährige Tochter hatte. Er stand mit dieser Familie in enger Beziehung und war zu mehreren Anlässen, zumeist in Testamentsangelegenheiten, als Zeuge zugegen. Am Ende der 1520er Jahre wohnte er mit seiner Familie bei seinem Adoptivvater und dessen junger Ehefrau Eva († 10. April 1536). Liberale vererbte sein Anwesen in San Giovanni in Valle in Verona an Torbido und dessen Töchter Margherita und Lucrezia. Als sich Liberales Witwe, die bis 1529 mit ihnen zusammen wohnte, 1531 erneut vermählte, erhielt sie ihre Mitgift (200 Lira) zurückerstattet.
Als Porträtmaler wandte er die Giorgione erlernten Techniken an und mischte diese mit denen, die ihm Liberale beigebracht hatte. Er beschäftigte sich auch mit der Sakralkunst und widmete sich sowohl der Öl- als auch der Freskomalerei. der Bischof Gian Matteo Giberti (1495–1543) wurde zu seinem Gönner, da er sich die Ausschmückung des Domes von Verona mit Wandmalereien nach der Schule Raffaels wünschte. Diese sollten nach Zeichnungen von Giulio Romano ausgeführt werden. Der Maler Giovanni Francesco Caroto hatte diesen Auftrag abgelehnt, so dass er nun Torbido ausgeführt und bis 1534 fertiggestellt werden konnte. Der Bischof erteilte ihm zudem den Auftrag die Abtei von Rosazzo, die er nach der Zerstörung durch die Truppen des Herzogs von Braunschweig im Jahr 1509 neu errichten ließ, mit Wandgemälden zu versehen. Im Jahr 1535 gab er seine älteste Tochter Margherita seinem Schüler und Gehilfen Battista dell’Angolo del Moro zur Ehefrau. Bereits im Jahr 1541 hatte das Paar drei Söhne, Marco, Alessandro und Ciro, die alle Maler wurden und, wie schon ihr Vater den Beinamen „Moro“ übernahmen.
1546 kam er auf Wunsch seines Freundes, des Architekten Michele Sanmicheli nach Venedig, wo er bis 1555 blieb, bevor er erneut nach Verona zurückkehrte und als Gast des Grafen Uguccione Giusti in einem Palast in Santa Maria in Stella seinen Lebensabend verbrachte. Er starb Am Ende des Jahres 1562 und die Zahlung des Livello, die er bis zu seinem Tod an das Kloster San Domenico geleistet hatte, wurde nun von seiner Tochter übernommen. Er wird als geschickter, phantasievoller Kolorist beschrieben, der eine große Stilvielfalt aufweist. Er ein Vertreter der Veroneser Schule und Lehrmeister von Paolo Farinati, Giovanni Battista Zelotti, Anselmo Canera und Paolo Caliari, genannt il Veronese. Seine Werke sind hauptsächlich im Umland von Verona zu finden. Giorgio Vasari kannte ihn persönlich und berichtete, dass Torbido mit dem Bildhauer und Medaillisten Danese Cattaneo (um 1512–1572) und dem Gelehrten Fra Marco de’ Medici († 1583) befreundet war.
Aus den Aufzeichnungen des Klosters San Domenico geht hervor, dass Torbido Ende 1561 starb und später in der Kirche Santa Maria in Stella beigesetzt wurde

## Werke (Auswahl)
Sakrale Kunst

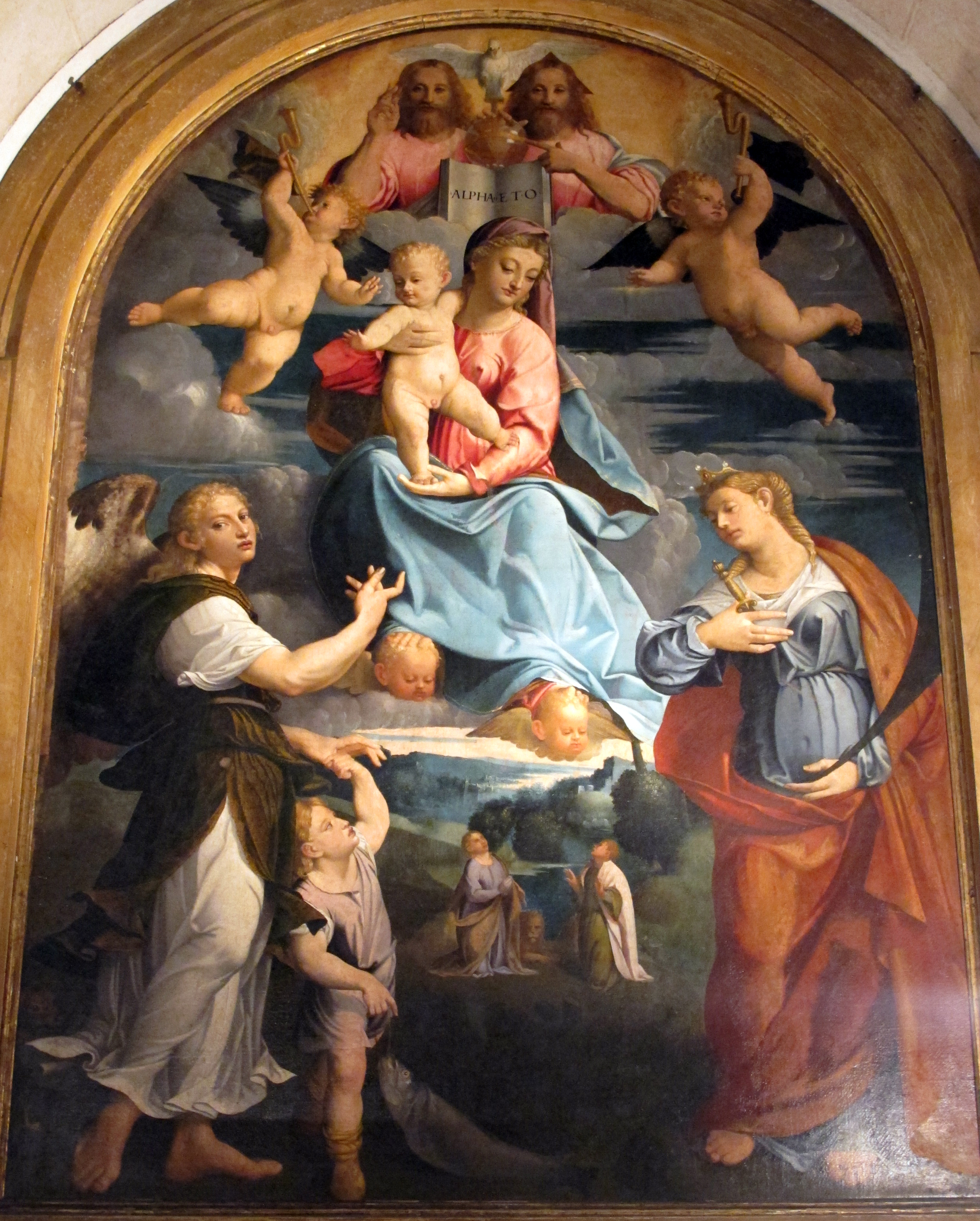
Heilige Dreifaltigkeit, Jungfrau Maria und Heilige, 1530

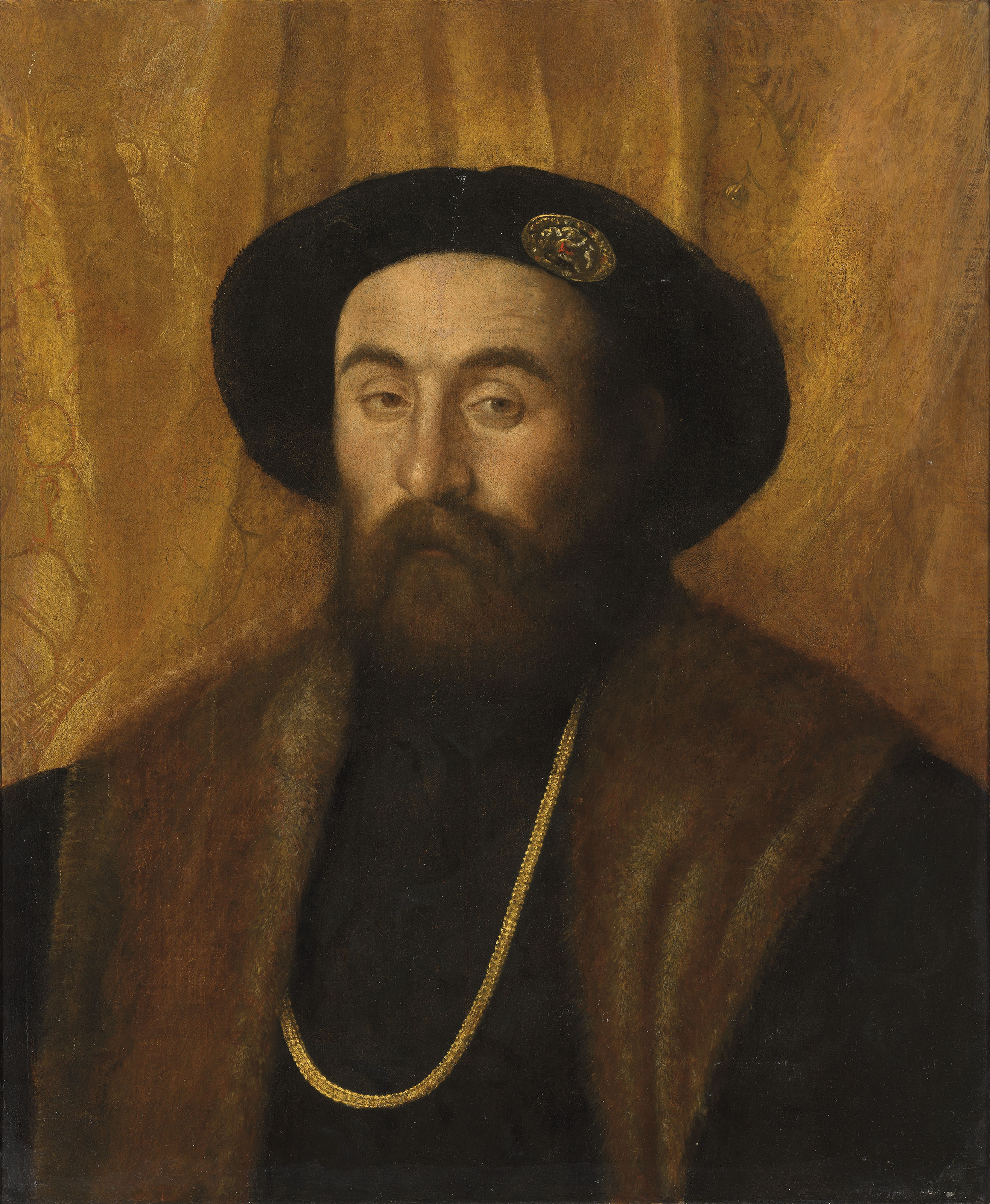
Porträt eines Gentlemans

- 1520: Altarbild die Madonna und die Heiligen in der Basilika San Zeno Maggiore
- 1523: Altarbild Die Jungfrau in der Herrlichkeit mit dem Erzengel Raffael und der Heiligen Justina in der Kirche San Fermo Maggiore
- Heiliger Philippus und Jakobus mit der Madonna in der Kirche von Erbezzo
- 1526–1530: vier Fresken von Heiligen in der Fontanella-Kapelle in der Kirche Santa Maria in Organo, wo er die Stärke der Figuren des Heiligen Johannes des Täufers und des Heiligen Jakobus hervorhebt.
- 1534: Fertigstellung der Fresken im Chor des Dom von Verona, die Himmelfahrt der Jungfrau im Auftrag des Bischofs Gian Matteo Giberti.
- 1535: Fresken des Chors der Abtei Rosazzo in Friaul, die Verklärung Jesu, die Berufung von Petrus und Andreas, den Fischfang im See von Genezareth und die Figuren der Evangelisten mit symbolischen Zügen.
- Um 1540: Santa Barbara in Gloria con Sant’Antonio e San Rocco in der Kirche Sant’Eufemia (mit verstärktem Helldunkel, intensiven Farben und heiteren Posen)
- Nach 1546: vier Szenen aus der Genesis für die Scuola della Santissima Trinità in Venedig.

Porträts und Bildnisse
- Zenovello Giusti
- 1516: Bildnis eines jungen Mannes mit einer Rose in der Alten Pinakothek in München.
- Porträt eines Mannes und einer Frau in der Privatsammlung Berea in Kentucky, ein Werk, das an den ersten Meister Giorgione erinnert.
- 1520: Porträt eines Mannes in der Pinacoteca di Brera in Mailand
- Mystische Hochzeit der Heiligen Katharina in Potsdam